# 4725 Мілон
4725 Мілон (4725 Milone) — астероїд головного поясу, відкритий 31 грудня 1975 року.
Тіссеранів параметр щодо Юпітера — 3,211.